# Hacked (serie)
Hacked is een Vlaamse jeugdserie uit 2021 in regie van Laura Van Haecke, naar een scenario van Laura Van Haecke en Una Kreso. De serie was te zien op GoPlay en Streamz. De serie was een productie van Dingie, GoPlay en Streamz met de steun van het Innovatielab van het Vlaams Audiovisueel Fonds en Screen Brussels.
Het eerste seizoen werd in april 2022 op het internationale televisiefestival Canneseries bekroond met de prijs voor beste Short Form Series. De jury loofde "Hacked als een generatieserie die met realisme en intelligentie het probleem van cyberpesten op school aanpakt. Een soms verontrustende onderdompeling in de wereld van tieners, zo dicht mogelijk bij hun gezichten en schermen."
Na het eerste seizoen werd een vervolg aangekondigd voor een tweede seizoen, naar een scenario van Una Kreso en Arno Huysegems en in regie van Leni Huyghe.

## Plot
Nilou, Malick en Adanne zijn drie populaire jongeren en beste vrienden die samen zitten op een middelbare school.  Ze krijgen door dat hun smartphone is gehackt en willen kost wat kost vermijden dat hun geheimen op straat liggen maar moeten hiervoor allerhande opdrachten uitvoeren die een hacker hun opdraagt in ruil voor hun privacy.

## Rolverdeling

### Hoofdrollen
- Alicia Andries als Nilou
- Misha van der Werf als Malick
- Helena Tengan als Adanne
- Ayana Doucouré als Evelyn
- Mirthe Tavernier als Alice
- Francis Connelly als Axel
- Ianis El Kabou als Kais
- Jean-Pierre Sylla als Loic
- Ilian Benamor als Samuel
- Jasmina Fall als Nya

### Andere rollen
- Rania Gaaloul als Zareen
- Pieter Bamps als Christophe
- Claude Musungayi als David
- Kapinga Gysel als Helena
- Kristof Dhont als Erik
- David Scheepmans als Jan
- Valérie De Pré als Jacqueline
- Peter Deblieck als Sergio
- Claire Moens als directrice
- Micha Vandendriessche als wiskundeleraar
- Wim Vandebroek als conciërge
- Robin Snoeck als tenniscoach
- Aïcha Cissé als moeder Malick
- Jeroen Van Bellingen als Peter
- Christophe De Crem als hoofdinspecteur
- Marc Vertongen als politieinspecteur
- Xavier Baeyens als verzorger